# Emma Wu

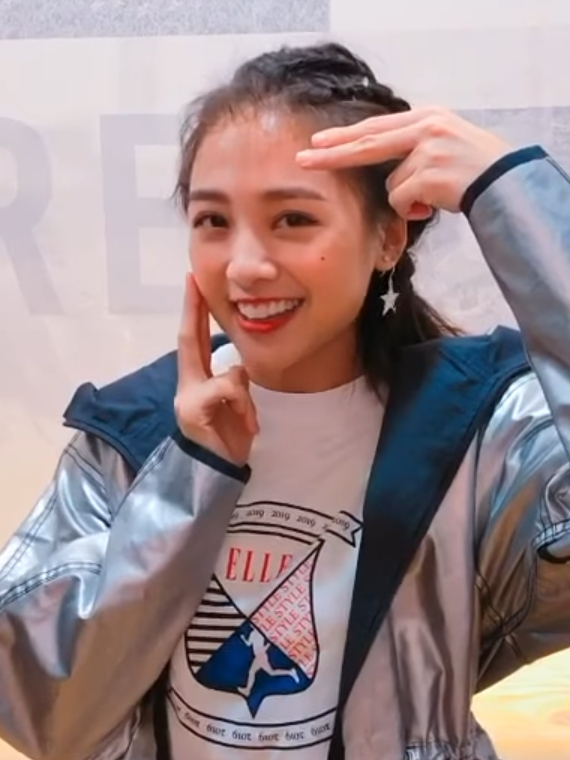
Emma Wu (2019)

(G)Emma Wu Ying-chieh (chinesisch 吳映潔 / 吴映洁, Pinyin Wú Yìngjié; * 11. August 1989 in Keelung) ist eine taiwanische Schauspielerin und Sängerin. Sie ist auch unter dem Pseudonym Gui Gui, zu Deutsch Geist, bekannt. Sie gehörte zur Girlgroup Hey Girl.

## Leben
Emma Wu, die bürgerlich Wu Ying-chieh (Wu Ying-Jie) heißt, wurde als Einzelkind geschiedener Eltern in Keelung geboren. In ihrer Kindheit zog die Familie häufig um, deswegen besuchte sie fünf verschiedene Grundschulen. Sie besuchte später die Dao Jiang Senior High School für Krankenpflege und Hauswirtschaft, bevor sie zur Zhuangjing Senior Vocational School im Bezirk Xindian in Taipeh wechselte. Dort wurde sie die Klassenkameradin von Wang Zi, der heute als Prince Chiu ein in Taiwan erfolgreicher Sänger ist.
Sie begann ab 2007 in verschiedenen Fernsehserien mitzuwirken. In der Filmtrilogie The Four verkörperte sie zwischen 2012 und 2014 die Rolle der Ding Dong.
Von 2006 bis 2013 war sie Mitglied der Girlgroup Hey Girl. Danach verfolgte sie eine Solokarriere ebenfalls im K-Pop-Bereich.

## Filmografie (Auswahl)
- 2007: Brown Sugar Macchiato (Hēitáng Mǎqíduǒ/黑糖瑪奇朵) (Fernsehserie)
- 2008–2009: Mysterious Incredible Terminator (Pi li MIT/霹靂MIT) (Fernsehserie, 16 Episoden)
- 2011: Painted Skin (畫皮) (Fernsehserie, 28 Episoden)
- 2011: Love Recipe (料理情人夢) (Fernsehserie)
- 2011: I, My Brother (Wo He Wo De Xiong Di En/我和我的兄弟．恩) (Fernsehserie)
- 2012: The Four (Si da ming bu/四大名捕)
- 2012: Unbeatable 3 (無懈可擊之藍色夢想) (Fernsehserie)
- 2013: The Four 2 (Si da ming bu 2/四大名捕II)
- 2014: The Four 3: Final Battle (Si da ming bu 3/四大名捕III大結局)
- 2014: The Crossing (太平輪：亂世浮生)
- 2015: The Four (少年四大名捕) (Fernsehserie, 21 Episoden)
- 2016: Days of Our Own (我们的十年)
- 2016: L.O.R.D: Legend of Ravaging Dynasties (Jue ji/爵跡)
- 2018: More Than Blue (Bi bei shang geng bei shang de gu shi/比悲傷更悲傷的故事)